# Ole Sæther
Ole Sæther (Steinkjer, Nord-Trøndelag, 23 de gener de 1870 – Oslo, 13 d'octubre de 1946) va ser un tirador noruec que va competir a cavall del segle xix i el segle xx.
El 1900 va prendre part en els Jocs Olímpics de París, en què disputà cinc proves del programa de tir olímpic. Guanyà la medalla de plata en la prova de rifle militar, tres posicions per equips, al costat d'Olaf Frydenlund, Ole Østmo, Hellmer Hermandsen i Tom Seeberg, mentre en la prova individual fou vintè. En rifle militar, de genolls fou dotzè, divuitè en rifle militar, bocaterrosa i vint-i-sisè en rifle militar, dempeus.
Vuit anys més tard, als Jocs de Londres disputà tres proves de tir i guanyà dues medalles, una d'or, en rifle lliure, tres posicions per equips, al costat de Julius Braathe, Albert Helgerud, Einar Liberg, Olaf Sæther i Gudbrand Skatteboe; i una de bronze en la de rifle lliure 300 metres. En rifle militar per equips fou sisè.
El 1912 va disputar els seus tercers Jocs Olímpics, i tornà a guanyar una medalla, la de plata, en la prova de rifle lliure, tres posicions per equips, junt a Albert Helgerud, Einar Liberg, Østen Østensen, Olaf Sæther i Gudbrand Skatteboe. En la prova individual fou novè.